# Beira (Portugal)
Pour les articles homonymes, voir Beira.
La Beira est une province historique du Portugal, bornée à l'ouest par l'Atlantique, à l'est par l'Espagne, au nord par les provinces portugaises de Entre Douro e Minho, Tras-os-Montes, au sud par l'Alentejo et l'Estrémadure portugaise.
Elle faisait 240 kilomètres sur 135 et comptait 1 200 000 habitants. Sa capitale était Coimbra. Elle était traversée par le Tage, le Douro, la Vouga, le Mondego. Elle possédait des salines importantes. 
En 1936, à la suite d'une réforme administrative, la Beira est scindée en trois provinces : Beira Alta, Beira Baixa et Beira Litoral. 

## Source
Cet article comprend des extraits du Dictionnaire Bouillet. Il est possible de supprimer cette indication, si le texte reflète le savoir actuel sur ce thème, si les sources sont citées, s'il satisfait aux exigences linguistiques actuelles et s'il ne contient pas de propos qui vont à l'encontre des règles de neutralité de Wikipédia.